# Ville Viljanen
Ville Viljanen (ur. 2 lutego 1971 w Helsinkach) – fiński piłkarz występujący na pozycji napastnika.

## Kariera
Swoją karierę rozpoczął w amatorskiej drużynie Sandarna BK, z której w 1995 przeniósł się do drugoligowego zespołu BK Häcken. W 1997 awansował z nim do Allsvenskan. W tych rozgrywkach zadebiutował 6 kwietnia 1998 w zremisowanym 0:0 meczu z Helsingborgs IF, a 8 czerwca 1998 w zremisowanym 1:1 pojedynku z IFK Göteborg zdobył swoją pierwszą bramkę w tej lidze. W 1999 odszedł do ligowego rywala, drużyny Västra Frölunda IF, gdzie spędził sezon 1999.
W lutym 2000 przeszedł do angielskiego Port Vale, występującego w rozgrywkach Division One. W lidze tej zadebiutował 26 lutego 2000 w zremisowanym 1:1 spotkaniu ze Stockport County. Swoją pierwszą bramkę w tych rozgrywkach zdobył 7 marca 2000 w przegranym 1:2 spotkaniu z Crewe Alexandra. W sezonie 2000/2001 w barwach Port Vale rozegrał 14 spotkań i zdobył cztery bramki w Division One. Na koniec sezonu zajął z klubem przedostatnie, 23. miejsce, co skutkowało spadkiem do Division Two.
W 2001 wrócił do Szwecji, gdzie został zawodnikiem drugoligowego GAIS. W tym samym roku spadł z nim do trzeciej ligi. W 2005 przeszedł do czwartoligowej drużyny Jonsereds IF, w której rok później zakończył karierę.
W Allsvenskan rozegrał łącznie 46 meczów, zdobywając pięć bramek.
W reprezentacji Finlandii wystąpił jeden raz, 28 kwietnia 1999 w zremisowanym 1:1 towarzyskim meczu ze Słowacją.